# ルドルフ・エーリヒ・ラスペ

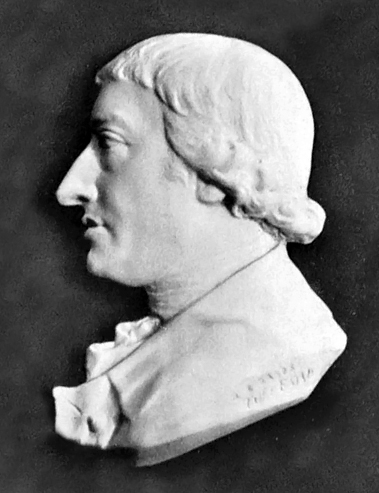
ルドルフ・エーリッヒ・ラスペのレリーフ
(作)James Tassie

ルドルフ・エーリヒ・ラスペ（Rudolf Erich Raspe、1736年3月 - 1794年11月16日）は、ドイツ生まれで、横領の罪からイギリスに逃れた、司書、著述家、博物学者である。「ほら吹き男爵の冒険」としても知られるようになるミュンヒハウゼン男爵の物語を脚色し、英語で出版したことで知られる。

## 略歴
ラスペはハノーファーで生まれた。ハノーファー鉱物局（hannoveranischen Bergbaubeamten）で鉱物や化石収集の仕事をしていた役人とプロイセン貴族の娘の間に生まれた。父親の仕事の関係でさまざまな鉱山地域で育ったことで、鉱業の知識を得た。
1775年にゲッティンゲン大学で、法律を学び始め、裕福な家の家庭教師をしながら、ライプツィヒ大学でも学び、1760年にライプツィヒ大学の学位を得た。1761年からハノーファ王立ライブラリーで働いた。この時期の著作には、1755年に大きな被害を出したリスボン地震にへの関心から、17世紀のイギリスの物理学者ロバート・フックの地質学の講義録を見つけ、1763年に"Specimen historiae naturalis globi terraquei"として出版したり、哲学者、ゴットフリート・ライプニッツの未刊の作品を刊行したりした。またジェイムズ・マクファーソンやトマス・パーシー(Thomas Percy, 1729-1811)らのイギリス文学者の作品をドイツ語訳したり、自らも詩作し出版した。
1767年にカッセルの教授となり、その後司書に任命された。1769年にイギリス王立協会の機関紙、「フィロソフィカル・トランザクションズ」に動物学に関する論文を発表し、王立協会フェローに選ばれた。ヘッセン＝カッセル方伯、フリードリヒ2世の考古学遺物のコレクションの管理責任者に任じられていたが、生活のためにコレクションの一部を横領、売却していたことが発覚し、逮捕をのがれるために1775年8月に最終的にイギリスに逃亡した。同じ年、王立協会のフェローから除名された。
イギリスでは生活費を得るために、地質学の書物の翻訳などを行った。その中にはクックの航海に参加した、ヨハン・フォースターとロンドンで知り合い、その息子のゲオルク・フォルスターの航海記のドイツ語訳などがあった。知り合いの有力な実業家、マシュー・ボールトンの推薦で、彼の鉱山でも働き、鉱業学や金属学の分野でも功績をあげた。同じ頃、美術史に関する著述も行った。
とりわけ児童文学の分野で、名作となった「ほらふき男爵の冒険」の成立にかかわったことで、ラスペの名は残ることになった。ラスペは1785年に「ミュンヒハウゼン男爵のロシアの驚異の旅行と作戦の談話」（Baron Munchhausen's Narrative of his Marvellous Travels and Campaigns in Russia）のタイトルで匿名で出版し、これはよく売れ、続編も執筆された。実在のミュンヒハウゼン男爵(Karl Friedrich Hieronymus Freiherr von Münchhausen: 1720-1797)の談話は「M-h-s-n氏の話」（"M-h-s-nsche Geschichten"）として同じく匿名の筆者によってベルリンで1781年に16の話と1783年に2話が出版されていたが、ラスペは、ミュンヒハウゼン男爵の名前を出し、さらに大幅に元の文章にないエピソードを書き加えた。イギリスで好評であったミュンヒハウゼン男爵の話はドイツのビュルガー（Gottfried August Bürger）によって、再びドイツ語に翻訳されて出版されたときにも、加筆が加えられた。

## 画像

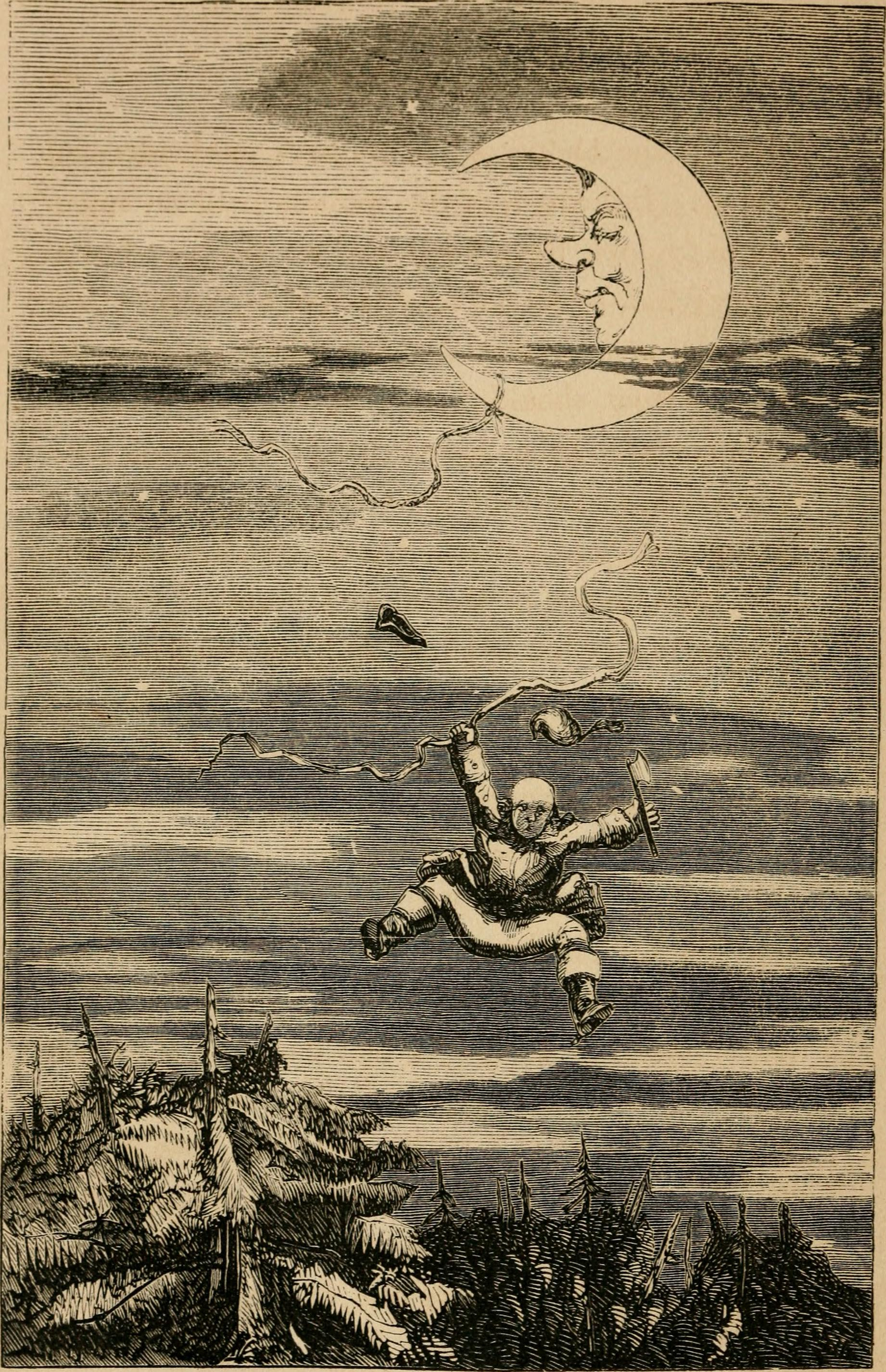
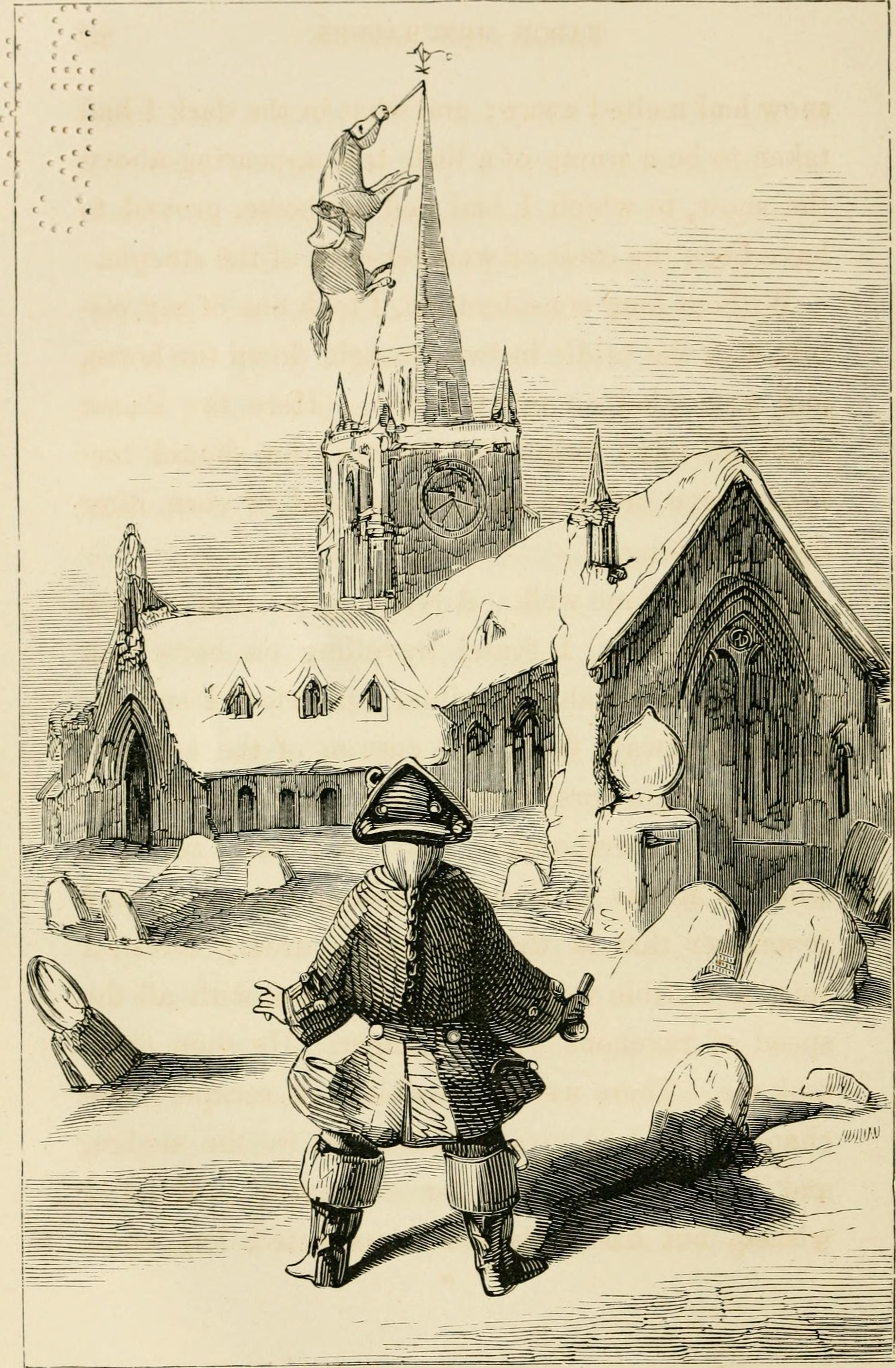
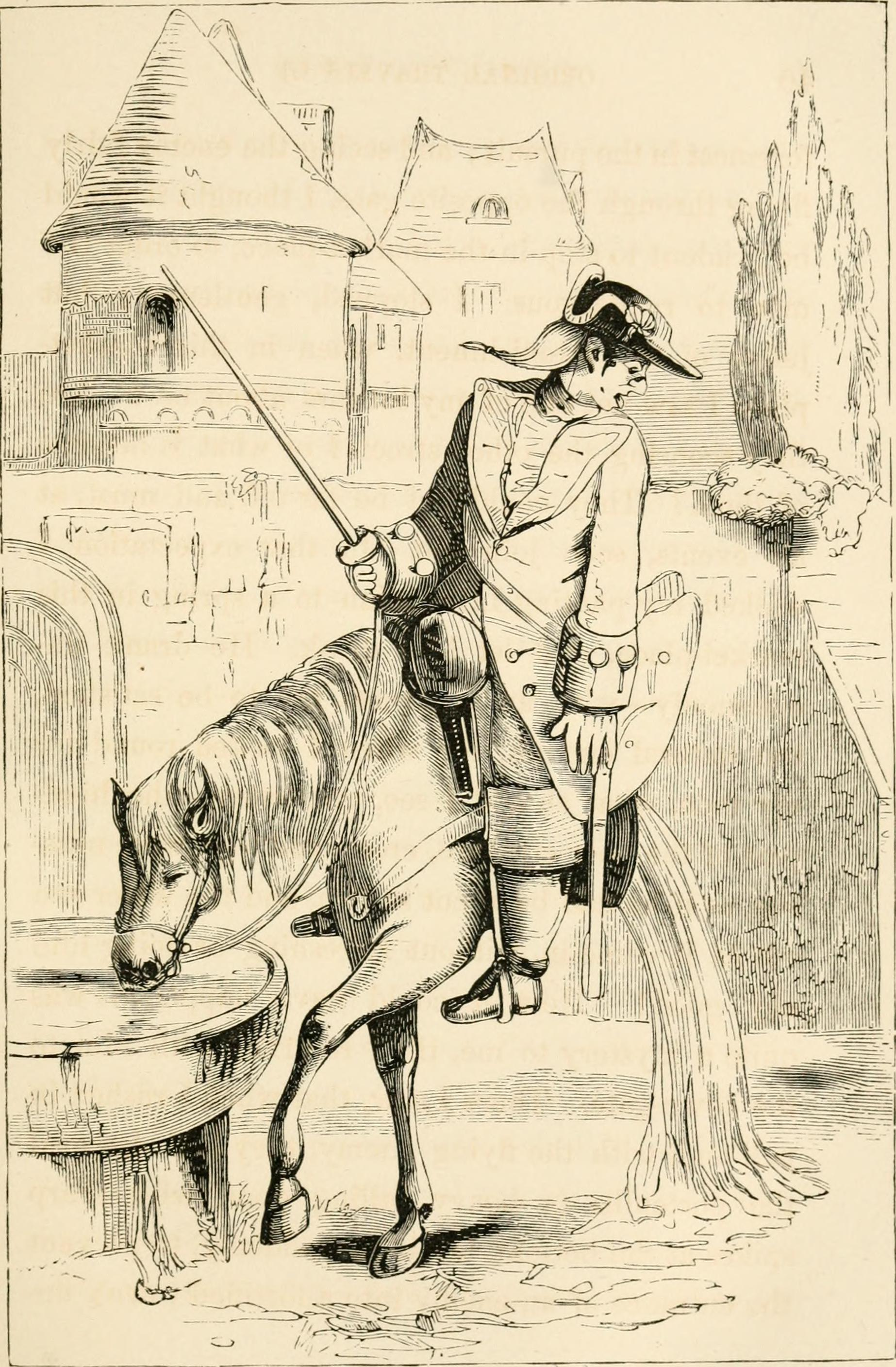
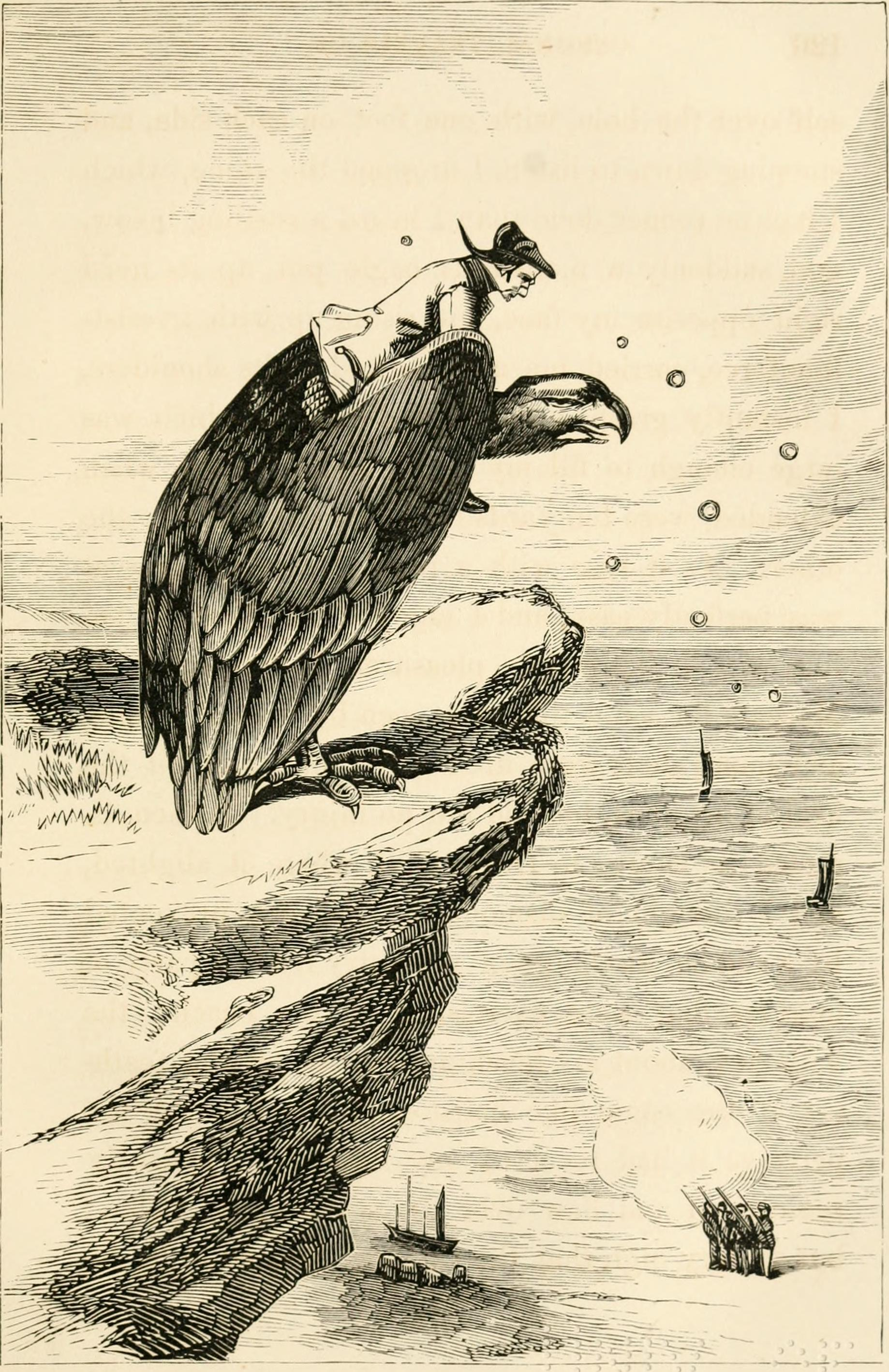
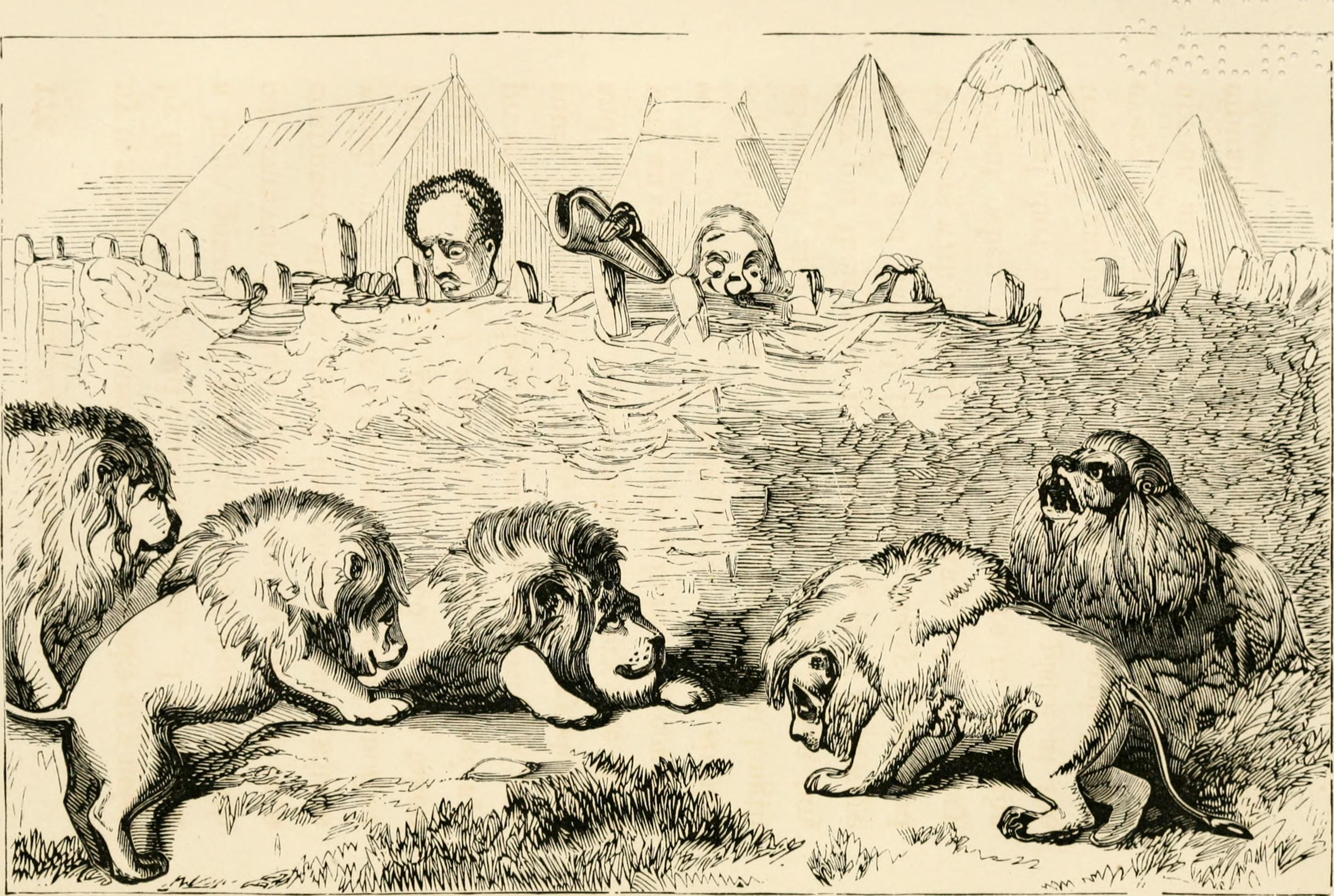

後年（1860年）の版の挿絵